# H.C. Prange Co.
HC Prange Co., soms afgekort tot Prange's, was een Amerikaanse warenhuisketen die in 1887 door HC Prange in Sheboygan, Wisconsin werd opgericht. Op het hoogtepunt had het bedrijf winkels in de staten Wisconsin, Illinois en Michigan. In de eerste twee staten exploiteerde het bedrijf ook discountwinkels onder de naam Prange Way, hoewel deze divisie in de jaren 1990 werd verkocht. Prange's werd opgeheven en de meeste winkels werden na de verkoop in 1992 overgenomen door de concurrerende Younkers-keten.

## Geschiedenis

### Oprichting
Henry Carl Prange was de zoon van boeren die na de revoluties van 1848 vanuit Duitsland naar Wisconsin waren geëmigreerd. In 1876 begon hij te werken in de winkel van John Plath in Sheboygan, Wisconsin, als bediende, conciërge en bezorger. In 1887 probeerde hij een aandeel in de winkel van zijn werkgever te kopen. Toen dit niet lukte, richtte hij op 4 oktober 1887 zijn eigen winkel op, samen met zijn zus Eliza en zwager, J.H. Bitter. De 310 m² grootte    winkel in Sheboygan heette H.C. Prange. In tegenstelling tot zijn lokale concurrenten bood de winkel kredieten aan aan boeren. In 1898 werd het bedrijf opgericht als de H.C. Prange Company. In 1923 werd op dezelfde locatie een nieuwe winkel gebouwd met een oppervlakte van meer dan 17.000 m², waarmee het de grootste winkel in Wisconsin buiten Milwaukee was.
Het doel van H. Carl Prange in 1930, tijdens de beurskrach, was om $ 1 miljoen te verdienen met de levensmiddelenafdelingen en $ 2 miljoen met de textielafdelingen. Tijdens de depressie, toen Prange nog steeds zwaar in de schulden zat vanwege de aankoop van het Hall Dry Goods-gebouw in Green Bay, nam hij het bedrijf LM Washburn in Sturgeon Bay over en opende hij de derde winkel van het bedrijf. In 1935 brandde de winkel in Sturgeon Bay volledig af. Vijf maanden na de brand werd een nieuwe winkel gebouwd. In 1946 werd de Pettibone-Peabody-winkel in Appleton gekocht, een van de oudste winkels in de staat. In de loop der jaren werden er door de H.C. Prange Company meer overnames gedaan en werden bestaande winkels voortdurend verbeterd om met de tijd mee te gaan.
Op het hoogtepunt had H.C. Prange Co. 25 winkels, 18 in Wisconsin, vijf in Michigan en twee in Illinois, met een totale winkeloppervlakte van ongeveer 200.000 m². In 1991 had de warenhuisafdeling van Prange een omzet van ongeveer $ 229 miljoen. De grootste winkel van het bedrijf bevond zich in de Port Plaza Mall in Green Bay. Een aantal van de resterende Peck &amp; Peck-locaties werd door het bedrijf overgenomen nadat de vorige eigenaren, Salkin &amp; Linoff uit Minneapolis, het bedrijf eind jaren 1970 hadden verkocht.

### Het einde
De 25 filialen tellende warenhuisdivisie van H.C. Prange Company werd gekocht door Younkers, Inc. voor $ 67 miljoen in 1992. Younkers nam ook ongeveer $ 9 miljoen dollar aan schulden van de divisie over. Uiteindelijk zou Younkers onderdeel worden van de Saks Northern Group, die later de oude concurrenten van Prange, Boston Store en Herberger's, onder hetzelfde bedrijfseigenaarschap zou brengen. Deze divisie werd uiteindelijk verkocht aan The Bon-Ton uit York, Pennsylvania.
De voormalige vlaggenschipwinkel van Prange's in Sheboygan sloot medio januari 2014 de deuren, nadat deze jarenlang onder de vlag van The Bon-Ton's Boston Store had geopereerd na de overname van Younkers. Het gebouw werd in 1984 herbouwd nadat een waterleidingbreuk in 1982 de sloop van de oude vlaggenschipwinkel noodzakelijk maakte, nadat de steunpilaren van het gebouw waren doorgezakt. Het gebouw uit 1984 werd in januari 2015 in een periode van twee maanden afgebroken en werd die zomer gebruikt als open veld voor een reeks concerten. Daarna begon de bouw van een nieuw appartementencomplex dat de werkgelegenheid in de regio moest stimuleren.